# Flickan från Pskov

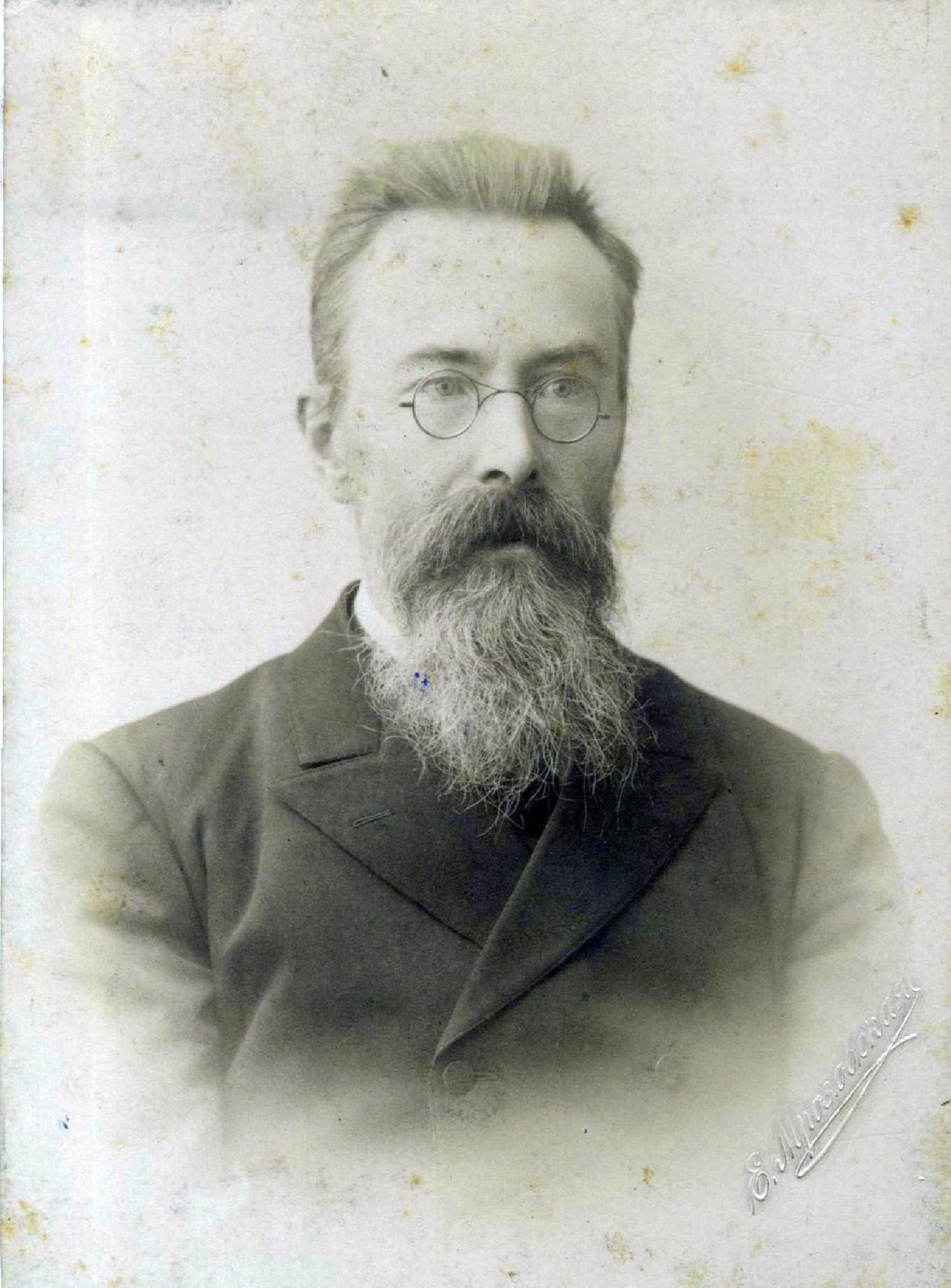
Nikolaj Rimskij-Korsakov

Flickan från Pskov (Ryska: Псковитянка, Pskovitjanka) är en opera i tre akter med musik och text av Nikolaj Rimskij-Korsakov. Librettot bygger på dramat med samma namn av Lev Mej.

## Historia
Då Rimskij-Korsakov påbörjade Flickan från Pskov, som var hans första opera, hade han just instrumenterat Stengästen åt Aleksandr Dargomyzjskij och flyttat in i en liten lägenhet tillsammans med Musorgskij, där de båda vännerna arbetade vid samma skrivbord; Rimskij-Korsakov på Flickan från Pskov och Musorgskij på Boris Godunov, som han hade börjat med kort dessförinnan. Operans berättelse tar upp tsar Ivan den förskräckliges försök att underkuva folket i staden Pskov.
Premiären den 13 januari 1873 på Mariinskijteatern i Sankt Petersburg blev en succé, men Rimskij-Korsakov omarbetade operan grundligt både 1876-77 och 1891-92. I Västeuropa har den uppförts under titeln Ivan den förskräcklige. Första aktens handling togs bort i den sista revideringen och blev till en självständig enaktsopera, Bojarskan Vera Sheloga.

## Personer
- Tsar Ivan den förskräcklige (bas)
- Furst Jurij Ivanovitj Tokmakov, tsarens utsände och borgmästare i Pskov (bas)
- Bojar Nikita Matuta (tenor)
- Furst Afanasy Vyazemskij (bas)
- Bomely (Bomelius), kunglig livläkare (bas)
- Michail Andrejevitj Tutja (tenor)
- Jusjko Velebin, kurir från Novgorod (bas)
- Furstinnan Olga Jurajevna Tokmakova (sopran)
- Stepanida Matuta, Olgas väninna (sopran)
- Vlasjevna, amma (kontraalt)
- Perfilejevna, amma (kontraalt)
- En vakts röst (tenor)
- Domare, bojarer, bönder, opritjniker, streltser (kör)

## Handling

### Akt I
Olga har vuxit upp hos furst Tokmakov som är borgmästare i Pskov, men hennes båda ammor Vlasjevna och Perfilejevna har hört rykten om att hon i själva verket inte är furstens dotter utan av högre börd. Olga får besök av sin beundrare Michail Tutja som berättar att han ämnar dra ut i världen och skaffa sig rikedom och anseende innan han anhåller om hennes hand, men Olga är rädd för att fursten under tiden skall gifta bort henne med bojaren Matuta. Denna misstanke förstärks då Matuta kommer i sällskap med fursten. Hon gömmer sig i trädgården och hör dem säga att tsar Ivan den förskräcklige nalkas Pskov efter att han härjat Novgorod, men hon får också veta att hon inte är dotter till furst Tokmakov utan till dennes syster och en okänd man. Samtalet avbryts av larmklockorna som börjar ringa, och borgmästaren skyndar till torget.

### Akt II
På torget samlas de uppskrämda stadsborna som har hört att Novgorod lagts i ruiner av tsaren som nu närmar sig deras stad. Furst Tokmakov manar till besinning men Tutja vill göra motstånd och drar ut med en skara likasinnade. Under tiden kommer Ivan den förskräcklige till Pskov och tas emot av fursten. Tsaren får syn på Olga och frågar vem hon är. Tokmakov berättar hennes historia, och tsaren lovar rörd att skona Pskov.

### Akt III
På natten möts Olga och Tutja i en skog. Han vill föra bort henne men de överraskas av Matutas folk som tar med sig Olga tillbaka till tsaren och lämnar Tutja liggande medvetslös. Matuta för Olga till Ivan den förskräcklige, som har förstått att hon är hans egen dotter. Medan han talar med henne kommer Tutj för att befria henne, men då hon skyndar ut till sin älskade träffas hon av en pil som var ämnad för Tutja. Pskov räddas dock och tsaren avslöjar att hon var hans dotter.